# Antoni Ros i Güell
Antoni Ros i Güell   (Sant Martí de Provençals, 1877 - Badalona, 1954) fou un pintor català. Una part important de la seva obra està exposada a la masia de Can Miravitges, a Badalona, que va ser de la seva propietat i on visqué els darrers anys de la seva vida. El Museu de Badalona, que gestiona l'espai, hi ofereix visites guiades en hores concertades. El Museu de Mataró i el Museu d'Art de Sabadell també conserven obra seva.

## Biografia
Va estudiar pintura a l'Escola Oficial de Belles Arts –coneguda com a Llotja- entre els anys 1891 i 1896 i va completar la seva formació amb estades a París –on va treballar al taller d'un decorador- i a Roma al tombant de segle. Va estar molt vinculat a Badalona des que va heretar una masia familiar, Can Miravitges, on va viure i on tenia el taller.
Durant la primera dècada del segle xx, en ple auge del Modernisme, Ros i Güell va destacar ja com a pintor paisatgista, encetant l'any 1903 una sèrie d'exposicions en la prestigiosa galeria barcelonina Sala Parés. Fins als anys trenta, paral·lelament a les exposicions en sales barcelonines, participarà en diverses Exposicions Nacionals amb assiduïtat, així com en algunes Exposicions Universals, en una època on triomfa fonamentalment el gènere paisatgista, al qual es dedicarà quasi exclusivament aquest pintor. Cal esmentar també la seva faceta com a projectista arquitectònic, ja que va dissenyar la decoració de l'establiment modernista, encara en peu a la Rambla de Sant Josep, conegut com a Antiga Casa Figueras.
Paral·lelament a la seva activitat pictòrica, que continuarà fins poc abans de la seva mort, Ros i Güell treballarà com a escenògraf als tallers de coneguts professionals del món del teatre, com és el cas de Fèlix Urgellès, i també amb Lluís Graner, pintor i empresari teatral, i igualment farà els decorats d'almenys quatre films de Fructuós Gelabert i Magí Murià, directors del cinema pioner català. També és coneguda la seva contribució al pessebrisme monumental i als diorames.
El 1951, l'Ajuntament de Badalona el va reconèixer com a fill adoptiu de la ciutat.